# Monochirus hispidus
Monochirus hispidus es una especie de pez de la familia Soleidae en el orden de los Pleuronectiformes.

## Hábitat
Vive en los fondos  arenosos y Barrosos.

## Distribución geográfica
Se encuentra desde las  costas de Portugal y del Mediterráneo hasta Ghana.